# Persone di nome Aaron
| Questa pagina contiene informazioni ricavate automaticamente dalle voci biografiche con l'ausilio del template Bio e di un bot. L'aggiornamento è periodico e automatico e ricostruisce completamente la pagina. Se manca una persona in questa lista, sei pregato di non aggiungerla, ma accertati piuttosto che la sua voce biografica contenga il template Bio e che i dati anagrafici siano correttamente compilati. Se il template Bio manca, inseriscilo tu stesso o, in alternativa, metti l'avviso {{tmp\|Bio}} che ne segnala la mancanza. Se i dati riportati sono sbagliati, correggi direttamente la voce biografica; le modifiche saranno visibili in questa lista entro pochi giorni. Per chiarimenti vedi il progetto antroponimi. La lista contiene solo le 288 persone che sono citate nell'enciclopedia e per le quali è stato implementato correttamente il template Bio. Pagina aggiornata al 6 ago 2025. |

Questa è una lista di persone presenti nell'enciclopedia che hanno il nome Aaron, suddivise per attività principale.

## Abati(1)
- Aaron, abate e teorico della musica tedesco (Colonia, † 1052)

## Agenti segreti(1)
- Aaron Aaronsohn, agente segreto romeno (Bacău, n. 1876 - La Manica, † 1919)

## Allenatori di calcio(1)
- Aaron Mokoena, allenatore di calcio e ex calciatore sudafricano (Boipatong, n. 1980)

## Allenatori di pallacanestro(2)
- Aaron Brooks, allenatore di pallacanestro e ex cestista statunitense (Seattle, n. 1985)
- Aaron McCarthy, allenatore di pallacanestro statunitense (n. 1961)

## Ammiragli(1)
- Frédéric Regnault de La Susse, ammiraglio francese (Saint-Brieuc, n. 1788 - Pontrieux, † 1860)

## Animatori(2)
- Aaron Augenblick, animatore, regista e produttore televisivo statunitense (n. 1975)
- Aaron Horvath, animatore, regista e produttore televisivo statunitense (Contea di Orange, n. 1980)

## Artisti(1)
- Aaron Nachtailer, artista argentino (Neuquén, n. 1986)

## Attori(27)
- Aaron Abrams, attore e sceneggiatore canadese (Toronto, n. 1978)
- Aaron Altaras, attore tedesco (Berlino, n. 1995)
- Aaron Ashmore, attore canadese (Richmond, n. 1979)
- Red Buttons, attore e doppiatore statunitense (New York, n. 1919 - Century City, † 2006)
- Aaron Douglas, attore canadese (New Westminster, n. 1971)
- Aaron Eckhart, attore statunitense (Cupertino, n. 1968)
- Aaron Hill, attore statunitense (Santa Clara, n. 1983)
- Aaron Himelstein, attore statunitense (Buffalo Grove, n. 1985)
- Aaron Jeffery, attore neozelandese (Howick, n. 1970)
- Aaron Lazar, attore e cantante statunitense (Cherry Hill, n. 1976)
- Aaron Lustig, attore statunitense (Los Angeles, n. 1956)
- Aaron McCusker, attore britannico (Portadown, n. 1978)
- Aaron Michael Metchik, attore statunitense (n. 1980)
- Aaron Moten, attore statunitense (Austin, n. 1989)
- Aaron Pearl, attore canadese (Sechelt, n. 1972)
- Aaron Pierre, attore britannico (Londra, n. 1994)
- Aaron Refvem, attore statunitense (New York, n. 1997)
- Aaron Sanders, attore statunitense (Templeton, n. 1996)
- Aaron Sidwell, attore e cantante inglese (Maidstone, n. 1988)
- Aaron Spears, attore statunitense (Washington, n. 1971)
- Aaron Stanford, attore statunitense (Westford, n. 1976)
- Aaron Staton, attore statunitense (Huntington, n. 1980)
- Aaron Paul, attore statunitense (Emmett, n. 1979)
- Aaron Swartz, attore e regista britannico (Londra)
- Aaron Taylor-Johnson, attore britannico (High Wycombe, n. 1990)
- Aaron Tveit, attore e cantante statunitense (Middletown, n. 1983)
- Aaron Yoo, attore statunitense (East Brunswick, n. 1979)

## Attori pornografici(1)
- Small Hands, attore pornografico e cantante statunitense (San Diego, n. 1982)

## Batteristi(3)
- Aaron Burckhard, batterista statunitense (Oakland, n. 1963)
- Aaron Escolopio, batterista statunitense (Waldorf, n. 1980)
- Aaron Gillespie, batterista e cantante statunitense (Clearwater, n. 1983)

## Biologi(1)
- Aaron Ciechanover, biologo israeliano (Haifa, n. 1947)

## Cantanti(6)
- Aaron Carter, cantante, rapper e attore statunitense (Tampa, n. 1987 - Lancaster, † 2022)
- Aaron Kwok, cantante e attore hongkonghese (Hong Kong, n. 1965)
- Aaron Lewis, cantante e chitarrista statunitense (Rutland, n. 1972)
- Aaron Neville, cantante statunitense (New Orleans, n. 1941)
- Aaron Renfree, cantante, attore e modello britannico (Truro, n. 1987)
- Aaron Stainthorpe, cantante inglese (n. 1968)

## Cantautori(5)
- Aaron Dessner, cantautore statunitense (n. 1976)
- Aaron Hall, cantautore statunitense (New York, n. 1964)
- AJ Mitchell, cantautore e musicista statunitense (Belleville, n. 2001)
- Aaron Schroeder, cantautore e produttore discografico statunitense (Brooklyn, n. 1926 - Englewood, † 2009)
- Aaron Tippin, cantautore statunitense (Pensacola, n. 1958)

## Cestisti(41)
- Aaron Best, cestista canadese (Scarborough, n. 1992)
- A.J. Bramlett, ex cestista statunitense (DeKalb, n. 1977)
- Aaron Broussard, cestista statunitense (Federal Way, n. 1990)
- Aaron Brown, ex cestista statunitense (New York, n. 1992)
- Aaron Bruce, ex cestista australiano (Birchip, n. 1984)
- Aaron Carver, cestista statunitense (Elizabeth City, n. 1996)
- Aaron Cel, ex cestista francese (Orléans, n. 1987)
- Aaron Craft, ex cestista statunitense (Findlay, n. 1991)
- Jamal Crawford, ex cestista statunitense (Seattle, n. 1980)
- Aaron Doornekamp, cestista canadese (Napanee, n. 1985)
- Aaron Epps, cestista statunitense (Louisville, n. 1996)
- Aaron Falzon, cestista maltese (Newton, n. 1996)
- Aaron Geramipoor, cestista britannico (Stockport, n. 1992)
- Aaron Gordon, cestista statunitense (San Jose, n. 1995)
- Aaron Gray, ex cestista e allenatore di pallacanestro statunitense (Tarzana, n. 1984)
- A.J. Hammons, ex cestista statunitense (Gary, n. 1992)
- Aaron Harper, cestista statunitense (Jackson, n. 1981 - Oxford, † 2023)
- Aaron Harrison, cestista statunitense (San Antonio, n. 1994)
- Aaron Henry, cestista statunitense (Louisville, n. 1999)
- Aaron Holiday, cestista statunitense (Ruston, n. 1996)
- Aaron Jackson, ex cestista statunitense (Hartford, n. 1986)
- Aaron James, ex cestista e allenatore di pallacanestro statunitense (New Orleans, n. 1952)
- Aaron Johnson, cestista statunitense (Exton, n. 1983)
- Aaron Johnson, ex cestista statunitense (Chicago, n. 1988)
- Aaron Jones, cestista statunitense (Tuscaloosa, n. 1993)
- Aaron Levarity, cestista bahamense (Freeport, n. 1997)
- Aaron McGhee, ex cestista statunitense (Aurora, n. 1979)
- Aaron McKie, ex cestista e allenatore di pallacanestro statunitense (Filadelfia, n. 1972)
- Aaron Menzies, cestista britannico (Manchester, n. 1996)
- Aaron Miles, ex cestista e allenatore di pallacanestro statunitense (Portland, n. 1983)
- Aaron Mitchell, ex cestista e allenatore di pallacanestro statunitense (Welsh, n. 1969)
- Aaron Nesmith, cestista statunitense (Charleston, n. 1999)
- Aaron Olson, ex cestista canadese (Victoria, n. 1978)
- Aaron Rountree, ex cestista statunitense (Wilson, n. 1993)
- Aaron Swinson, ex cestista e allenatore di pallacanestro statunitense (Brunswick, n. 1971)
- Aaron Thomas, cestista statunitense (Cincinnati, n. 1991)
- Aaron Valdes, cestista statunitense (Whittier, n. 1993)
- Aaron Wheeler, cestista statunitense (Stamford, n. 1998)
- Aaron White, cestista statunitense (Strongsville, n. 1992)
- Aaron Wiggins, cestista statunitense (Greensboro, n. 1999)
- Aaron Williams, ex cestista statunitense (Evanston, n. 1971)

## Chimici(1)
- Aaron Klug, chimico lituano (Želva, n. 1926 - Cambridge, † 2018)

## Chitarristi(5)
- El Hefe, chitarrista e trombettista statunitense (Sacramento, n. 1965)
- Aaron Fink, chitarrista statunitense (Wilkes-Barre, n. 1978)
- Aaron North, chitarrista statunitense (n. 1979)
- T-Bone Walker, chitarrista e cantautore statunitense (Linden, n. 1910 - Los Angeles, † 1975)
- West Arkeen, chitarrista, compositore e percussionista statunitense (Neuilly-sur-Seine, n. 1960 - Los Angeles, † 1997)

## Ciclisti su strada(2)
- Aaron Van Poucke, ciclista su strada belga (Bruges, n. 1998)
- Aaron Verwilst, ciclista su strada e pistard belga (Ruiselede, n. 1997)

## Combinatisti nordici(1)
- Aaron Kostner, combinatista nordico italiano (Vipiteno, n. 1999)

## Compositori(4)
- Aaron Copland, compositore statunitense (New York, n. 1900 - New York, † 1990)
- Venetian Snares, compositore e musicista canadese (Winnipeg, n. 1975)
- Aaron Jay Kernis, compositore statunitense (Filadelfia, n. 1960)
- Aaron Zigman, compositore, musicista e cantautore statunitense (San Diego, n. 1963)

## Critici d'arte(1)
- Aaron Betsky, critico d'arte e architetto statunitense (Missoula, n. 1958)

## Direttori della fotografia(1)
- Aaron Schneider, direttore della fotografia e regista statunitense (Mossville, n. 1965)

## Doppiatori(1)
- Aaron Dismuke, doppiatore statunitense (Contea di Tarrant, n. 1992)

## Drammaturghi(1)
- Aaron Hill, drammaturgo e scrittore inglese (n. 1685 - † 1750)

## Educatori(1)
- Aaron Burr Senior, educatore statunitense (Fairfield, n. 1716 - Princeton, † 1757)

## Filosofi(2)
- Aaron David Gordon, filosofo russo (Trojanov, n. 1856 - Degania Alef, † 1922)
- Aaron Sloman, filosofo britannico (Kwekwe, n. 1936)

## Fotografi(1)
- Aaron Siskind, fotografo statunitense (Helsinki, n. 1903 - Providence, † 1991)

## Fumettisti(1)
- Aaron McGruder, fumettista, sceneggiatore e produttore televisivo statunitense (Chicago, n. 1974)

## Generali(1)
- Aaron Daggett, generale statunitense (Greene, n. 1837 - West Roxbury, † 1938)

## Giocatori di baseball(6)
- Aaron Boone, ex giocatore di baseball e allenatore di baseball statunitense (La Mesa, n. 1973)
- Aaron Civale, giocatore di baseball statunitense (East Windsor, n. 1995)
- Aaron Harang, giocatore di baseball statunitense (San Diego, n. 1978)
- Aaron Hicks, giocatore di baseball statunitense (Los Angeles, n. 1989)
- Aaron Judge, giocatore di baseball statunitense (Linden, n. 1992)
- Aaron Laffey, giocatore di baseball statunitense (Cumberland, n. 1985)

## Giocatori di football americano(33)
- Aaron Banks, giocatore di football americano statunitense (Alameda, n. 1997)
- Aaron Brewer, giocatore di football americano statunitense (Orange, n. 1990)
- Aaron Brooks, ex giocatore di football americano statunitense (Newport News, n. 1976)
- A.J. Cann, giocatore di football americano statunitense (Bamberg, n. 1991)
- Aaron Carbury, giocatore di football americano australiano (n. 1987)
- Aaron Colvin, giocatore di football americano statunitense (Tulsa, n. 1991)
- Aaron Cox, ex giocatore di football americano statunitense (Los Angeles, n. 1965)
- Aaron Curry, ex giocatore di football americano e allenatore di football americano statunitense (Fayetteville, n. 1986)
- Aaron Dobson, giocatore di football americano statunitense (Dunbar, n. 1991)
- Aaron Donald, ex giocatore di football americano statunitense (Pittsburgh, n. 1991)
- Aaron Ellis, giocatore di football americano statunitense (Valparaiso, n. 1995)
- Aaron Gibson, ex giocatore di football americano statunitense (Indianapolis, n. 1977)
- Aaron Glenn, ex giocatore di football americano e allenatore di football americano statunitense (Humble, n. 1972)
- A.J. Hawk, giocatore di football americano statunitense (Kettering, n. 1984)
- Aaron Hernandez, giocatore di football americano statunitense (Bristol, n. 1989 - Leominster, † 2017)
- Aaron Jackson, giocatore di football americano statunitense (Frankfort, n. 1995)
- Aaron Jones, ex giocatore di football americano statunitense (Orlando, n. 1966)
- Aaron Jones, giocatore di football americano statunitense (Savannah, n. 1994)
- Aaron Lynch, ex giocatore di football americano statunitense (Cape Coral, n. 1993)
- Aaron Maybin, ex giocatore di football americano statunitense (Baltimora, n. 1988)
- Aaron Moorehead, ex giocatore di football americano statunitense (Aurora, n. 1980)
- Aaron Murray, ex giocatore di football americano statunitense (Tampa, n. 1990)
- Aaron Osborne, giocatore di football americano statunitense (n. 1992)
- Aaron Ripkowski, giocatore di football americano statunitense (Dayton, n. 1992)
- Aaron Robinson, giocatore di football americano statunitense (Deerfield Beach, n. 1998)
- Aaron Rodgers, giocatore di football americano statunitense (Chico, n. 1983)
- Aaron Ross, giocatore di football americano statunitense (San Antonio, n. 1982)
- Aaron Stecker, ex giocatore di football americano statunitense (Green Bay, n. 1975)
- Aaron Stinnie, giocatore di football americano statunitense (n. 1994)
- Aaron Taylor, ex giocatore di football americano statunitense (San Francisco, n. 1972)
- Aaron Wahl, giocatore di football americano tedesco (Dresda, n. 1990)
- Aaron Wallace Jr., giocatore di football americano statunitense (Los Angeles, n. 1993)
- Aaron Williams, ex giocatore di football americano statunitense (San José, n. 1990)

## Giornalisti(1)
- Aaron Bernstein, giornalista tedesco (Danzica, n. 1812 - Berlino, † 1884)

## Hockeisti su ghiaccio(2)
- Aaron Ekblad, hockeista su ghiaccio canadese (Windsor, n. 1996)
- Aaron Palushaj, hockeista su ghiaccio statunitense (Livonia, n. 1989)

## Imprenditori(1)
- Aaron Samuel French, imprenditore e filantropo statunitense (Wadsworth, n. 1823 - Pittsburgh, † 1902)

## Informatici(1)
- Aaron Swartz, programmatore, scrittore e attivista statunitense (Chicago, n. 1986 - New York, † 2013)

## Judoka(1)
- Aaron Wolf, judoka giapponese (Shin-Koiwa, n. 1996)

## Lottatori(2)
- Aaron Caneva, lottatore italiano (n. 1995)
- Ross Flood, lottatore statunitense (Braman, n. 1910 - Stillwater, † 1995)

## Medici(1)
- Aaron Valero, medico e educatore israeliano (Gerusalemme, n. 1913 - Haifa, † 2000)

## Mezzofondisti(1)
- Aaron Cheminingwa, mezzofondista keniano (n. 1998)

## Modelli(1)
- Aaron Yan, modello, cantante e attore taiwanese (Taipei, n. 1985)

## Mountain biker(1)
- Aaron Gwin, mountain biker statunitense (Morongo Valley, n. 1987)

## Multiplisti(1)
- Aaron Booth, multiplista neozelandese (Auckland, n. 1996)

## Musicisti(1)
- Aaron Tesser, musicista italiano (Treviso, n. 1971)

## Nuotatori(1)
- Aaron Peirsol, ex nuotatore statunitense (Irvine, n. 1983)

## Pallanuotisti(1)
- Aaron Younger, pallanuotista australiano (Perth, n. 1991)

## Pallavolisti(1)
- Aaron Russell, pallavolista statunitense (Baltimora, n. 1993)

## Pattinatori di short track(1)
- Aaron Tran, pattinatore di short track statunitense (Federal Way, n. 1996)

## Pianisti(2)
- Aaron Goldberg, pianista statunitense (Boston, n. 1974)
- Aaron Parks, pianista e compositore statunitense (Seattle, n. 1983)

## Piloti di rally(2)
- Aaron Burkart, pilota di rally tedesco (Singen, n. 1982)
- Aaron Johnston, copilota di rally irlandese (n. 1995)

## Piloti motociclistici(3)
- Aaron Maré, pilota motociclistico sudafricano (East London, n. 1994)
- Aaron Slight, pilota motociclistico neozelandese (Masterton, n. 1966)
- Aaron Yates, pilota motociclistico statunitense (Columbus, n. 1973)

## Pistard(1)
- Aaron Gate, pistard e ciclista su strada neozelandese (Auckland, n. 1990)

## Politici(5)
- Aaron Bean, politico statunitense (Fernandina Beach, n. 1967)
- Aaron Burr, politico e banchiere statunitense (Newark, n. 1756 - Staten Island, † 1836)
- Aaron Clark, politico statunitense (Worthington, n. 1787 - Brooklyn, † 1861)
- Aaron Farrugia, politico maltese (St. Julian's, n. 1980)
- Aaron Schock, politico statunitense (Morris, n. 1981)

## Produttori cinematografici(1)
- Hal B. Wallis, produttore cinematografico statunitense (Chicago, n. 1898 - Rancho Mirage, † 1986)

## Produttori discografici(2)
- Aaron Johnson, produttore discografico e musicista statunitense (n. 1977)
- Aaron Smith, produttore discografico e disc jockey statunitense (Chicago)

## Produttori televisivi(2)
- Aaron Korsh, produttore televisivo e scrittore statunitense (n. 1966)
- Aaron Spelling, produttore televisivo, produttore cinematografico e attore statunitense (Dallas, n. 1923 - Los Angeles, † 2006)

## Psichiatri(2)
- Aaron Beck, psichiatra e psicoterapeuta statunitense (Providence, n. 1921 - Filadelfia, † 2021)
- Aaron Rosanoff, psichiatra russo (Pinsk, n. 1878 - † 1943)

## Pugili(2)
- Dixie Kid, pugile statunitense (Fulton, n. 1883 - Los Angeles, † 1934)
- Aaron Pryor, pugile statunitense (Cincinnati, n. 1955 - Cincinnati, † 2016)

## Rapper(8)
- MC Eiht, rapper e attore statunitense (Compton, n. 1971)
- Bugzy Malone, rapper britannico (Manchester, n. 1990)
- Canon, rapper statunitense (Chicago, n. 1989)
- Afu-Ra, rapper statunitense (New York, n. 1974)
- Abstract Rude, rapper statunitense
- Shwayze, rapper statunitense (Malibù, n. 1986)
- Teezo Touchdown, rapper statunitense (Beaumont, n. 1992)
- Tech N9ne, rapper statunitense (Kansas City, n. 1971)

## Registi(2)
- Aaron Norris, regista, produttore cinematografico e produttore televisivo statunitense (Gardena, n. 1951)
- Aaron Seltzer, regista, sceneggiatore e produttore cinematografico canadese (Mississauga, n. 1974)

## Rugbisti a 15(6)
- Aaron Cowie, ex rugbista a 15 neozelandese (Kaitaia, n. 1975)
- Aaron Cruden, rugbista a 15 neozelandese (Palmerston North, n. 1989)
- Aaron Mauger, ex rugbista a 15 e allenatore di rugby a 15 neozelandese (Christchurch, n. 1980)
- Aaron Persico, ex rugbista a 15 italiano (Lower Hutt, n. 1978)
- Aaron Smith, rugbista a 15 neozelandese (Palmerston North, n. 1988)
- Aaron Wainwright, rugbista a 15 britannico (Newport, n. 1997)

## Scacchisti(1)
- Aaron Nimzowitsch, scacchista e scrittore lettone (Riga, n. 1886 - Copenaghen, † 1935)

## Sceneggiatori(2)
- Aaron Hoffman, sceneggiatore e paroliere statunitense (St. Louis, n. 1880 - New York, † 1924)
- Aaron Sorkin, sceneggiatore, drammaturgo e produttore televisivo statunitense (New York, n. 1961)

## Sciatori alpini(1)
- AJ Bear, ex sciatore alpino australiano (Sydney, n. 1977)

## Sciatori freestyle(1)
- Aaron Blunck, sciatore freestyle statunitense (Englewood, n. 1996)

## Scrittori(5)
- Aaron ben Moses ben Asher, scrittore israelita (Tiberiade - † 960)
- Aaron Allston, scrittore e autore di giochi statunitense (Corsicana, n. 1960 - Springfield, † 2014)
- Aaron Elkins, scrittore statunitense (n. 1935)
- Aaron Rosenberg, scrittore e autore di giochi statunitense (n. 1969)
- Aaron Marc Stein, scrittore statunitense (New York, n. 1906 - Manhattan, † 1985)

## Snowboarder(1)
- Aaron March, snowboarder italiano (Bressanone, n. 1986)

## Sociologi(1)
- Aaron Cicourel, sociologo statunitense (n. 1928 - † 2023)

## Sovrani(1)
- Aaron ibn Mish'al, sovrano marocchino (Debdou)

## Taekwondoka(1)
- Aaron Cook, taekwondoka britannico (Dorchester, n. 1991)

## Tennisti(1)
- Aaron Krickstein, ex tennista statunitense (Ann Arbor, n. 1967)

## Triatleti(1)
- Aaron Royle, triatleta australiano (Newcastle, n. 1990)

## Velisti(1)
- Aaron McIntosh, velista neozelandese (Auckland, n. 1972)

## Velocisti(3)
- Aaron Armstrong, velocista trinidadiano (Houston, n. 1977)
- Aaron Brown, velocista canadese (Toronto, n. 1992)
- Aaron Egbele, velocista nigeriano (Benin City, n. 1979)

## Violinisti(1)
- Aaron Rosand, violinista e insegnante statunitense (Hammond, n. 1927 - New York, † 2019)

## Wrestler(4)
- Michael Elgin, wrestler canadese (Toronto, n. 1986)
- Aaron Kirsch, wrestler statunitense (San Francisco, n. 1983)
- Mil Máscaras, ex wrestler e attore messicano (San Luis Potosí, n. 1942)
- Sicodelico Jr., wrestler messicano (Los Angeles, n. 1976)

## Senza attività specificata(1)
- Aaron S. Watkin, ex ballerino, direttore artistico e coreografo canadese (Duncan, n. 1970)